# Anua dianaris
Anua dianaris là một loài bướm đêm trong họ Erebidae.